# Zusammenhang (Differentialgeometrie)
Im mathematischen Teilgebiet der Differentialgeometrie ist ein Zusammenhang ein Hilfsmittel, um Richtungsänderungen im Laufe einer Bewegung zu quantifizieren und Richtungen in verschiedenen Punkten miteinander in Beziehung zu setzen.
Dieser Artikel behandelt im Wesentlichen den Zusammenhang auf einer differenzierbaren Mannigfaltigkeit beziehungsweise auf einem Vektorbündel. Ein ausgezeichneter Zusammenhang auf einem Tensorbündel, einem besonderen Vektorbündel, heißt kovariante Ableitung. Allgemeiner existieren auch Zusammenhänge auf Prinzipalbündeln mit analogen definierenden Eigenschaften.

## Motivation
In der Differentialgeometrie interessiert man sich für die Krümmung von Kurven, insbesondere von Geodäten. In euklidischen Räumen ist die Krümmung einfach durch die zweite Ableitung gegeben. Auf differenzierbaren Mannigfaltigkeiten ist die zweite Ableitung nicht direkt zu bilden. Ist {\displaystyle \gamma } eine Kurve, so muss man für die zweite Ableitung dieser Kurve den Differenzenquotienten mit den Vektoren {\displaystyle \gamma '(t)} und {\displaystyle \gamma '(t_{0})} bilden. Diese Vektoren befinden sich jedoch in unterschiedlichen Vektorräumen, daher kann man nicht einfach die Differenz der beiden bilden. Um das Problem zu lösen, hat man eine Abbildung definiert, welche man Zusammenhang nennt. Diese Abbildung soll einen Zusammenhang zwischen den beteiligten Vektorräumen bereitstellen und trägt daher auch diesen Namen.

## Definitionen
In diesem Abschnitt bezeichnet {\displaystyle M} eine glatte Mannigfaltigkeit, {\displaystyle TM} das Tangentialbündel und {\displaystyle \pi \colon E\to M} ein Vektorbündel. Mit {\displaystyle \Gamma (E)} wird die Menge der glatten Schnitte im Vektorbündel {\displaystyle E} notiert.

### Zusammenhang
Indem man sagt, was die Richtungsableitung eines Vektorfeldes in Richtung eines Tangentialvektors ist, erhält man einen Zusammenhang auf einer differenzierbaren Mannigfaltigkeit {\displaystyle M}. Demgemäß definiert man einen Zusammenhang auf einem Vektorbündel als eine Abbildung
{\displaystyle {\begin{aligned}\nabla \colon \Gamma (TM)\times \Gamma (E)&\rightarrow \Gamma (E)\\(X,s)&\mapsto \nabla _{X}s,\end{aligned}}}
die einem Vektorfeld {\displaystyle X} auf {\displaystyle M} und einem Schnitt {\displaystyle s} im Vektorbündel {\displaystyle E} wieder einen Schnitt in {\displaystyle E} zuordnet, so dass die folgenden Bedingungen erfüllt sind:
- {\displaystyle \nabla _{X}s} ist in {\displaystyle X\in \Gamma (TM)} linear über {\displaystyle C^{\infty }(M)}, das heißt

{\displaystyle \nabla _{fX_{1}+gX_{2}}s=f\cdot \nabla _{X_{1}}s+g\cdot \nabla _{X_{2}}s}
für {\displaystyle f,g\in C^{\infty }(M)} und {\displaystyle X_{1},X_{2}\in \Gamma (TM).}
- {\displaystyle \nabla _{X}s} ist {\displaystyle \mathbb {R} }-linear in {\displaystyle s,} das heißt, es gilt

{\displaystyle \nabla _{X}(\lambda _{1}s_{1}+\lambda _{2}s_{2})=\lambda _{1}\cdot \nabla _{X}s_{1}+\lambda _{2}\cdot \nabla _{X}s_{2}}
für {\displaystyle \lambda _{1},\lambda _{2}\in \mathbb {R} }.
- Außerdem gilt die Produktregel beziehungsweise Leibnizregel

{\displaystyle \nabla _{X}(fs)=Xf\cdot s+f\cdot \nabla _{X}s}
für jede Funktion {\displaystyle f\in C^{\infty }(M)}.
Hier bezeichnet {\displaystyle Xf} die Richtungsableitung der Funktion {\displaystyle f} in Richtung {\displaystyle X} (Tangentialvektoren werden also als Derivationen aufgefasst). Eine andere Schreibweise für {\displaystyle Xf} ist {\displaystyle \mathrm {d} f(X)}.
Alternativ kann man den Zusammenhang auch als Abbildung
{\displaystyle \nabla \colon \Gamma (E)\to \Gamma (T^{*}M\otimes E)}
mit den gleichen Eigenschaften definieren.

### Linearer Zusammenhang
Ein linearer oder affiner Zusammenhang auf {\displaystyle M} ist ein Zusammenhang auf {\displaystyle TM}. Das heißt, es ist eine Abbildung
{\displaystyle \nabla \colon \Gamma (TM)\times \Gamma (TM)\to \Gamma (TM),}
welche die drei definierenden Eigenschaften aus dem obigen Abschnitt erfüllt.

## Induzierte Zusammenhänge
Es gibt unterschiedliche Möglichkeiten auf anderen Vektorbündeln auf natürliche Weise Zusammenhänge zu induzieren.

### Zusammenhang auf einer reellen Untermannigfaltigkeit
Sei {\displaystyle \partial _{1},\ldots ,\partial _{n}} die Standardbasis von {\displaystyle \mathbb {R} ^{n}}, dann wird auf {\displaystyle \mathbb {R} ^{n}} der euklidische Zusammenhang {\displaystyle \nabla _{X}^{\mathbb {R} ^{n}}} durch {\displaystyle \textstyle \nabla _{X}^{\mathbb {R} ^{n}}Y:=\sum _{i,j}(X^{i}\partial _{i}Y^{j})\partial _{j}} definiert, wobei {\displaystyle \textstyle X=\sum _{i}X^{i}\partial _{i}} und {\displaystyle \textstyle Y=\sum _{j}Y^{j}\partial _{j}} Darstellungen der Vektorfelder {\displaystyle X,Y} bzgl. der Standardbasis sind. Ist {\displaystyle M} eine Untermannigfaltigkeit von {\displaystyle \mathbb {R} ^{n}}, so erhält man auf {\displaystyle M} einen von {\displaystyle \mathbb {R} ^{n}} induzierten Zusammenhang. Dieser ist durch
{\displaystyle \nabla _{X}^{M}Y:=\pi (\nabla _{X}^{\mathbb {R} ^{n}}Y)}
bestimmt. Dabei bezeichnet {\displaystyle \pi \colon T_{p}\mathbb {R} ^{n}\to T_{p}M} die orthogonale Projektion.

### Zusammenhänge auf dem Tensorbündel
Sei {\displaystyle \nabla } ein linearer Zusammenhang auf der Mannigfaltigkeit {\displaystyle M}. Auf dem Tensorbündel {\displaystyle T_{l}^{k}M} lässt sich ein eindeutiger Zusammenhang {\displaystyle \Gamma (TM)\times \Gamma (T_{l}^{k}M)\to \Gamma (T_{l}^{k}M)} induzieren, der ebenfalls mit {\displaystyle \nabla } notiert wird und die folgenden Eigenschaften erfüllt:
1. Auf {\displaystyle TM\cong T_{0}^{1}M} stimmt {\displaystyle \nabla } mit dem gegebenen Zusammenhang überein.
2. Auf {\displaystyle T^{0}M} ist {\displaystyle \nabla } die gewöhnliche Richtungsableitung von Funktionen:
{\displaystyle \nabla _{X}f=Xf.}
3. Für {\displaystyle \nabla } gilt die folgende Produktregel
{\displaystyle \nabla _{X}(F\otimes G)=(\nabla _{X}F)\otimes G+F\otimes (\nabla _{X}G).}
4. Der Zusammenhang {\displaystyle \nabla } kommutiert mit der Tensorverjüngung {\displaystyle \operatorname {tr} }, das heißt
{\displaystyle \nabla _{X}(\operatorname {tr} F)=\operatorname {tr} (\nabla _{X}F).}

Dieser Zusammenhang auf {\displaystyle T_{l}^{k}M} wird auch kovariante Ableitung genannt.

## Kompatibilität mit der riemannschen Metrik und Symmetrie
Sei {\displaystyle (M,g)} eine riemannsche oder pseudo-riemannsche Mannigfaltigkeit. Einen Zusammenhang {\displaystyle \nabla } nennt man kompatibel mit der Metrik {\displaystyle g} dieser Mannigfaltigkeit, falls
{\displaystyle X(g(Y,Z))=g(\nabla _{X}Y,Z)+g(Y,\nabla _{X}Z)}
gilt. Mit der 3. Eigenschaft aus dem Abschnitt Zusammenhänge auf dem Tensorbündel erhält man die Gleichung
{\displaystyle (\nabla _{X}g)(Y,Z)=X(g(Y,Z))-g(\nabla _{X}Y,Z)-g(Y,\nabla _{X}Z)}
und daher ist die Kompatibilitätsbedingung äquivalent zu
{\displaystyle (\nabla _{X}g)(Y,Z)=0.}
Ein Zusammenhang heißt symmetrisch oder torsionsfrei, wenn der Torsionstensor verschwindet, das heißt, es gilt
{\displaystyle \nabla _{X}Y-\nabla _{Y}X=[X,Y].}
Diese beiden Eigenschaften erscheinen natürlich, da sie von einem induzierten Zusammenhang auf einer reellen Untermannigfaltigkeit bereits erfüllt werden. Ein Zusammenhang auf einer (abstrakten) Mannigfaltigkeit, welcher diese beiden Eigenschaften erfüllt, ist eindeutig bestimmt. Diese Aussage wird Hauptsatz der riemannschen Geometrie genannt und der eindeutig bestimmte Zusammenhang heißt Levi-Civita- oder riemannscher Zusammenhang. Ein Zusammenhang, welcher mit der riemannschen Metrik kompatibel ist, heißt metrischer Zusammenhang. Eine riemannsche Mannigfaltigkeit kann im Allgemeinen mehrere verschiedene metrische Zusammenhänge haben.

## Eigenschaften
- Sei {\displaystyle p\in M} und seien {\displaystyle Y_{1},Y_{2}} zwei Vektorfelder auf {\displaystyle M}, so dass {\displaystyle Y_{1}=Y_{2}} in einer Umgebung {\displaystyle U} von {\displaystyle p} gilt. Dann folgt für alle Vektorfelder {\displaystyle X}

{\displaystyle (\nabla _{X}Y_{1})(p)=(\nabla _{X}Y_{2})(p).}
Allgemeiner brauchen {\displaystyle Y_{1}} und {\displaystyle Y_{2}} nicht einmal auf einer ganzen Umgebung gleich zu sein. Genauer: Falls es eine glatte Kurve {\displaystyle \gamma :(-\epsilon ,\epsilon )\subset \mathbb {R} \to M} gibt (für ein geeignetes {\displaystyle \epsilon >0}) so, dass {\displaystyle \gamma (0)=p} und {\displaystyle \gamma '(0)=X_{p}} und falls {\displaystyle (Y_{1})_{\gamma (t)}=(Y_{2})_{\gamma (t)}} für alle {\displaystyle |t|<\epsilon } gilt, dann folgt schon {\displaystyle (\nabla _{X}Y_{1})(p)=(\nabla _{X}Y_{2})(p)}.
Das bedeutet, dass die beiden Vektorfelder {\displaystyle Y_{1}} und {\displaystyle Y_{2}} nur entlang einer geeigneten glatten Kurve übereinstimmen müssen.
- Analog zur eben genannten Eigenschaft: Seien {\displaystyle X_{1},X_{2}} zwei Vektorfelder auf {\displaystyle M} so, dass {\displaystyle (X_{1})_{p}=(X_{2})_{p}}. Dann gilt für alle {\displaystyle Y}, dass {\displaystyle (\nabla _{X_{1}}Y)(p)=(\nabla _{X_{2}}Y)(p)}.

## Darstellung in Koordinaten: Christoffel-Symbole
Bilden die lokalen Vektorfelder {\displaystyle X_{1},\dots ,X_{n}} in jedem Punkt eine Basis des Tangentialraums, so sind die Christoffel-Symbole definiert durch
{\displaystyle \nabla _{X_{i}}X_{j}=\sum _{k=1}^{n}\Gamma _{ij}^{k}X_{k}\quad } bzw. {\displaystyle \quad \nabla _{X_{i}}X_{j}=\Gamma _{ij}^{k}X_{k}\quad } in einsteinscher Summenkonvention.
Haben die Vektorfelder {\displaystyle X} und {\displaystyle Y} bezüglich dieser Basis die Gestalt
{\displaystyle X=x^{i}X_{i}} und {\displaystyle Y=y^{j}X_{j}}, so gilt für die Komponenten {\displaystyle z^{k}} von {\displaystyle \nabla _{X}Y=z^{k}X_{k}}
{\displaystyle z^{k}=\Gamma _{ij}^{k}x^{i}y^{j}+x^{i}X_{i}(y^{k})} ,
wobei {\displaystyle X_{i}(y^{k})} die Richtungsableitung der Funktion {\displaystyle y^{k}} in Richtung des Vektors {\displaystyle X_{i}} bezeichnet.
Wählt man als Basisvektorfelder speziell die durch eine Karte gegebenen Vektorfelder {\displaystyle \partial _{1},\dots ,\partial _{n}}, so erhält man die Koordinatendarstellung
{\displaystyle z^{k}=\Gamma _{ij}^{k}x^{i}y^{j}+x^{i}\partial _{i}y^{k}}.
Dieses Resultat entspricht der Produktregel: Im Produkt {\displaystyle Y_{k}y^{k}} ändern sich bei infinitesimalen Änderungen sowohl die Basisvektoren {\displaystyle Y_{k}} als auch die Komponentenfunktionen {\displaystyle y^{k}\,,} und es entsteht die Summe beider Änderungen.

## Anwendungen
Die zentralen Begriffe dieses Artikels betreffen in der Physik u. a. die Allgemeine Relativitätstheorie und die Eichtheorien (z. B. Quantenelektrodynamik, Quantenchromodynamik und Yang-Mills-Theorie) der Hochenergiephysik, sowie in der Festkörperphysik die BCS-Theorie der Supraleitung. Das Gemeinsame an diesen Theorien ist, dass „Zusammenhang“ und „kovariante Ableitung“ durch Vektorpotentiale generiert werden, die gewissen Eichbedingungen genügen, und dass sie explizit in bestimmter Weise in die Energiefunktion des Systems eingehen.